# Oliver Baumann
Oliver Baumann (Breisach, 2 juni 1990) is een Duits voetbaldoelman. In mei 2014 maakte hij de overstap van SC Freiburg naar TSG 1899 Hoffenheim. 

## Clubcarrière

### Jeugd
Baumann begon met voetballen bij FC Bad Krozingen waarna hij in 2000 de overstap maakte naar de jeugdacademie van SC Freiburg. Hij doorliep alle jeugdelftallen om in het seizoen 2007/08 in de onder-19 terecht te komen. Nicolas Höfler was één van zijn ploeggenoten en Christian Streich was zijn trainer. In de competitie eindigde Baumann met zijn ploeg op de tweede plaats waardoor men zich plaatste voor de eindronde van de landelijke kampioenschappen. In de halve finale werd gewonnen van de leeftijdsgenoten van 1. FC Köln. In de heenwedstrijd werd met 3-1 gewonnen en in Keulen volgde een 2-2 gelijkspel waardoor Baumann in de finale stond. In de eindstrijd werd VfL Wolfsburg met 0-2 werd verslagen. Het seizoen erop werd de DFB-Pokal voor junioren gewonnen. In de finale werd na strafschoppen met 8-7 van Borussia Dortmund gewonnen. Baumann stopte in de serie de zesde strafschop waarna hij zijn eerste succes als voetballer kon vieren.

### SC Freiburg
In het seizoen 2009/10 maakte Baumann de stap naar het tweede elftal en werd derde doelman achter Simon Pouplin en Manuel Salz bij het eerste elftal. Zijn concurrent Salz raakte in het begin van het seizoen langdurig geblesseerd aan zijn rug. Baumann schoof een plek door en werd tweede doelman in de selectie van trainer Robin Dutt. Op 8 mei 2010 maakte hij op de laatste wedstrijddag van het seizoen zijn debuut in 1. Bundesliga tijdens de met 3-1 gewonnen thuis wedstrijd tegen Borussia Dortmund. Aan het einde van het seizoen werd zijn contract tot 2014 verlengd.
In het seizoen 2010/11 werd Marcus Sorg de nieuwe trainer. Baumann begon wederom als tweede doelman achter Pouplin die echter in oktober geblesseerd raakte waardoor hij zijn kans pakte. Wegens slechte resultaten werd Sorg gedurende het seizoen ontslagen en opgevolgd door zijn assistent Streich. Ondanks de terugkeer van Pouplin koos zijn voormalige jeugdtrainer voor Baumann die daarmee de rest van het seizoen een vaste waarde in het elftal bleef. In het seizoen 2011/12 was Baumann wederom een constante factor en speelde nagenoeg alle wedstrijden voor zowel de competitie als de beker. Dit was eveneens het geval voor het seizoen 2012/13 waarin hij niet één keer ontbrak en een vijfde plaats in de competitie werd bereikt. Daarnaast haalde Baumann de halve finale haalde van de DFB-Pokal. Hierin werd het uitgeschakeld door VfB Stuttgart.
Wegens de behaalde vijfde plaats maakte Baumann in het seizoen 2013/14 op 19 september zijn Europese debuut in thuiswedstrijd tijdens de Europa League tegen Slovan Liberec. Vanwege een fout van Baumann werd de eindstand 2-2. Op 27 oktober 2013 werd Baumann tijdens de thuiswedstrijd tegen Hamburger SV voor de eerste keer aanvoerder. Tijdens deze wedstrijd maakte hij drie enorme fouten waardoor met 0-3 werd verloren. Rafael van der Vaart maakte het derde doelpunt. Aan het einde van het seizoen besloot Baumann na 147 wedstrijden de club te verlaten.

### TSG 1889 Hoffenheim
Baumann tekende in mei 2014 een vierjarig contract bij TSG 1899 Hoffenheim. Op 23 augustus 2014 maakte hij zijn debuut in het elftal van trainer Markus Gisdol tijdens de met 2-0 gewonnen thuiswedstrijd tegen FC Augsburg. Baumann mistte in zijn openingsseizoen alleen de bekerwedstrijd tegen VfR Aalen en speelde alle overige wedstrijden. Dit was eveneens het geval in het seizoen 2015/16 waarin hij alleen de laatste speeldag van de competitie tegen FC Schalke 04 op de bank zat. Baumann kreeg tijdens dit seizoen met vier verschillende trainers te maken waarbij Huub Stevens in oktober aan het roer kwam omdat Gisdol wegens teleurstellende resultaten was ontslagen. In februari 2016 moest Stevens vanwege gezondheidsredenen zijn taken neerleggen waarna eerst Alfred Schreuder het kort overnam. Uiteindelijk maakte Julian Nagelsmann de rest van het seizoen af.
In het seizoen 2016/17 speelde Baumann wederom alle wedstrijden en eindigde hij met Hoffenheim op de vierde plaats. Door dit resultaat maakte hij op 15 augustus 2017 zijn debuut in de Champions League tijdens de met 1-2 verloren wedstrijd tegen Liverpool. Op Anfield werd met 4-2 verloren waardoor men zich niet wist te kwalificeren voor de groepsfase en in het hoofdtoernooi van de Europa League terecht kwam. In een poule met SC Braga, PFK Ludogorets en Istanbul Başakşehir eindigde Baumann met zijn ploeg als laatste. In de competitie werd een derde plaats behaald waardoor men zich plaatste voor de groepsfase van de Champions League. Baumann was wederom alle 34 competitiewedstrijden van de partij was. Hoffenheim was voor het Europese optreden in het seizoen 2018/19 ingedeeld bij Manchester City, Olympique Lyon en Sjachtar Donetsk. Men wist geen enkele wedstrijd te winnen en eindigde als laatste in de poule. Baumann moest dit seizoen één competitiewedstrijd aan zich voorbij laten gaan.   
In het seizoen 2019/20 raakte Baumann geblesseerd aan zijn meniscus waardoor hij voor de eerste keer wegens een blessure een viertal wedstrijden moest missen. Wegens meerder blessures was aanvoerder Benjamin Hübner bij de start van het seizoen 2020/21 gedwongen met voetballen te stoppen waardoor trainer Sebastian Hoeneß Baumann de nieuwe aanvoerder maakte. Baumann kende een sterk seizoen waarin hij van de negen strafschoppen die hij tegen kreeg er vijf wist te stoppen. In het seizoen 2022/23 bereikte Baumann op 18 september 2022 de mijlpaal van 400 gespeelde wedstrijden in de 1. Bundesliga tijdens de thuiswedstrijd tegen zijn oude club SC Freiburg. Door het 0-0 gelijke spel was dit tevens zijn 100ste clean sheet. In het seizoen 2022/23 speelde hij op 9 april 2023 met de thuiswedstrijd tegen Schalke 04 zijn 289 Bundesliga-wedstrijd voor Hoffenheim. Hij passeerde daarmee Sebastian Rudy op de ranglijst met de meeste gespeelde wedstrijden. Begin november 2023 verlengde hij zijn contract met twee jaar tot de zomer van 2026.

## Statistieken
| Seizoen         | Club            | Competitie      | Competitie | Competitie | Beker | Beker | Europa | Europa | Totaal | Totaal |
| Seizoen         | Club            | Competitie      | Wed.       | Dlp.       | Wed.  | Dlp.  | Wed.   | Dlp.   | Wed.   | Dlp.   |
| --------------- | --------------- | --------------- | ---------- | ---------- | ----- | ----- | ------ | ------ | ------ | ------ |
| 2009/10         | SC Freiburg     | Bundesliga      | 1          | 0          | 0     | 0     | 0      | 0      | 1      | 0      |
| 2010/11         | SC Freiburg     | Bundesliga      | 30         | 0          | 1     | 0     | 0      | 0      | 31     | 0      |
| 2011/12         | SC Freiburg     | Bundesliga      | 33         | 0          | 1     | 0     | 0      | 0      | 34     | 0      |
| 2012/13         | SC Freiburg     | Bundesliga      | 34         | 0          | 5     | 0     | 0      | 0      | 39     | 0      |
| 2013/14         | SC Freiburg     | Bundesliga      | 33         | 0          | 3     | 0     | 6      | 0      | 42     | 0      |
| 2014/15         | 1899 Hoffenheim | Bundesliga      | 34         | 0          | 3     | 0     | 0      | 0      | 37     | 0      |
| 2015/16         | 1899 Hoffenheim | Bundesliga      | 33         | 0          | 1     | 0     | 0      | 0      | 34     | 0      |
| 2016/17         | 1899 Hoffenheim | Bundesliga      | 34         | 0          | 2     | 0     | 0      | 0      | 36     | 0      |
| 2017/18         | 1899 Hoffenheim | Bundesliga      | 34         | 0          | 0     | 0     | 7      | 0      | 41     | 0      |
| 2018/19         | 1899 Hoffenheim | Bundesliga      | 33         | 0          | 0     | 0     | 6      | 0      | 39     | 0      |
| 2019/20         | 1899 Hoffenheim | Bundesliga      | 30         | 0          | 1     | 0     | 0      | 0      | 31     | 0      |
| 2020/21         | 1899 Hoffenheim | Bundesliga      | 31         | 0          | 2     | 0     | 7      | 0      | 40     | 0      |
| 2021/22         | 1899 Hoffenheim | Bundesliga      | 33         | 0          | 2     | 0     | 0      | 0      | 35     | 0      |
| 2022/23         | 1899 Hoffenheim | Bundesliga      | 34         | 0          | 3     | 0     | 0      | 0      | 37     | 0      |
| 2023/24         | 1899 Hoffenheim | Bundesliga      | 34         | 0          | 2     | 0     | 0      | 0      | 36     | 0      |
| Carrière totaal | Carrière totaal | Carrière totaal | 461        | 0          | 26    | 0     | 26     | 0      | 513    | 0      |

- Bijgewerkt tot 23 juni 2024

## Interlandcarrière

### Jeugd
- Op 15 november 2007 speelde Baumann onder bondscoach Horst Hrubesch zijn eerste jeugdinterland in Duitsland onder 18 tijdens de met 2-3 verloren oefenwedstrijd tegen Ierland. Bij Ierland maakte James McCarthy twee doelpunten;
- Tijdens de met 1-2 gewonnen kwalificatiewedstrijd voor het Europees kampioenschap voetbal onder 19 tegen Nederland maakte Baumann op 14 oktober 2008 zijn de debuut in Duitsland onder 19. De Duitse doelpunten werden gemaakt door André Schürrle en Sascha Bigalke. Leroy Fer scoorde het doelpunt aan Nederlandse zijde;
- In Duitsland onder 20 maakte Baumann zijn debuut op 3 maart 2010 tijdens de met 1-1 gelijkgespeelde oefeninterland tegen Zwitserland. Hij kwam in de rust in het veld voor Mohamed Amsif;
- Baumann was 10 wedstrijden vaste doelman bij Duitsland onder-21. Hij maakte zijn debuut op 3 september 2010 tijdens de kwalificatiewedstrijd voor het Europees kampioenschap voetbal onder 21 tegen zijn leeftijdsgenoten uit Tsjechië. Hij speelde die wedstrijd samen met o.a. Mario Götze, Jan Kirchhoff en Moritz Heyer;
- In 2013 nam Baumann deel aan de Europees Kampioenschap 0nder 21 in Israël. Duitsland was in poule B ingedeeld bij Spanje, Nederland en Rusland. Duitsland eindigde als derde in de poule en was daarmee uitgeschakeld. Baumann zijn enige optreden was op 12 juni 2013 in de met 1-2 gewonnen wedstrijd tegen zijn Russische leeftijdsgenoten.[30] Patrick Herrmann en Sebastian Rudy maakte de Duitse doelpunten. Alan Dzagojev was de Russische doelpuntenmaker.[31] Dit was tevens Baumann zijn laatste jeugdinterland.
- Baumann speelde in totaal 20 jeugdinterland voor Duitsland.

### Senioren
- Eind augustus 2020 werd Baumann door bondscoach Joachim Löw geselecteerd voor het Duitse elftal voor de wedstrijden van de Nations League tegen Spanje en Zwitserland.[32] Hij kwam beide wedstrijden niet in actie.
- Twee jaar later koos Hansi Flick voor de wedstrijden van de Nations League opnieuw voor Baumann. Hij werd samen met Kevin Trapp de reservedoelman achter Manuel Neuer.[33] Hij kwam wederom bij geen van de wedstrijden in actie.
- In september 2023 keerde hij voor de derde keer terug bij het Duitse elftal toen Flick hem selecteerde voor de oefenwedstrijden tegen Japan en Frankrijk.[34] Na het ontslag van Flick werd Julian Nagelsmann de nieuwe bondscoach en die bleef Baumann in de selectie houden.[35]
- Baumann werd op 8 juni 2024 door Nagelsmann opgenomen in de Duitse selectie voor het EK 2024 in eigen land.[36] Duitsland werd groepswinnaar in een groep met Schotland, Hongarije en Zwitserland en won in de achtste finales van Denemarken (2–0), maar werd in de kwartfinales na een verlenging uitgeschakeld door Spanje (2–1). Baumann kwam op het toernooi niet in actie.
- In de Nations League van 14 oktober 2024 wedstrijd Duitsland - Nederland (1-0) maakte Baumann op 34ste leeftijd zijn debuut voor de nationale ploeg. [37] Ook in de kwartfinale wedstrijden van de Nations League tegen Italië (1-2 en 3-3) verdedigde Baumann het doel voor de Mannschaft.[38]

## Interlandstatistieken

### Jeugd
| JeugdInterlands van Oliver Baumann voor Duitsland | JeugdInterlands van Oliver Baumann voor Duitsland | JeugdInterlands van Oliver Baumann voor Duitsland | JeugdInterlands van Oliver Baumann voor Duitsland | JeugdInterlands van Oliver Baumann voor Duitsland | JeugdInterlands van Oliver Baumann voor Duitsland |
| №                                                 | Datum                                             | Wedstrijd                                         | Uitslag                                           | Soort Wedstrijd                                   | Doelpunten                                        |
| Als speler bij Duitsland onder 18                 | Als speler bij Duitsland onder 18                 | Als speler bij Duitsland onder 18                 | Als speler bij Duitsland onder 18                 | Als speler bij Duitsland onder 18                 | Als speler bij Duitsland onder 18                 |
| ------------------------------------------------- | ------------------------------------------------- | ------------------------------------------------- | ------------------------------------------------- | ------------------------------------------------- | ------------------------------------------------- |
| 1.                                                | 15 november 2007                                  | Duitsland – Ierland                               | 2 – 3                                             | Vriendschappelijke wedstrijd                      | 0                                                 |
| Als speler bij Duitsland onder 19                 |                                                   |                                                   |                                                   |                                                   |                                                   |
| 1.                                                | 14 oktober 2008                                   | Nederland – Duitsland                             | 1 – 2                                             | EK-kwalificatiewedstrijd                          | 0                                                 |
| 2.                                                | 18 november 2008                                  | Engeland – Duitsland                              | 1 – 0                                             | Vriendschappelijke wedstrijd                      | 0                                                 |
| 3.                                                | 11 februari 2009                                  | Griekenland – Duitsland                           | 3 – 1                                             | Vriendschappelijke wedstrijd                      | 0                                                 |
| 4.                                                | 31 maart 2009                                     | Servië – Duitsland                                | 0 – 1                                             | Vriendschappelijke wedstrijd                      | 0                                                 |
| 5.                                                | 21 mei 2009                                       | Estland – Duitsland                               | 0 – 5                                             | EK-kwalificatiewedstrijd                          | 0                                                 |
| 6.                                                | 23 mei 2009                                       | Tsjechië – Duitsland                              | 0 – 1                                             | EK-kwalificatiewedstrijd                          | 0                                                 |
| 7.                                                | 26 mei 2009                                       | Spanje – Duitsland                                | 1 – 0                                             | EK-kwalificatiewedstrijd                          | 0                                                 |
| Als speler bij Duitsland onder 20                 |                                                   |                                                   |                                                   |                                                   |                                                   |
| 1.                                                | 3 maart 2010                                      | Duitsland – Zwitserland                           | 1 – 1                                             | Vriendschappelijke wedstrijd                      | 0                                                 |
| 2.                                                | 7 april 2010                                      | Duitsland – Italië                                | 4 – 0                                             | Vriendschappelijke wedstrijd                      | 0                                                 |
| Als speler bij Duitsland onder 21                 |                                                   |                                                   |                                                   |                                                   |                                                   |
| 1.                                                | 3 september 2010                                  | Tsjechië – Duitsland                              | 1 – 1                                             | EK-kwalificatiewedstrijd                          | 0                                                 |
| 2.                                                | 11 oktober 2010                                   | Duitsland – Oekraïne                              | 2 – 1                                             | Vriendschappelijke wedstrijd                      | 0                                                 |
| 3.                                                | 16 oktober 2010                                   | Duitsland – Engeland                              | 2 – 0                                             | Vriendschappelijke wedstrijd                      | 0                                                 |
| 4.                                                | 25 maart 2011                                     | Nederland – Duitsland                             | 1 – 3                                             | Vriendschappelijke wedstrijd                      | 0                                                 |
| 5.                                                | 31 mei 2011                                       | Portugal – Duitsland                              | 4 – 2                                             | Vriendschappelijke wedstrijd                      | 0                                                 |
| 6.                                                | 10 oktober 2011                                   | San Marino – Duitsland                            | 0 – 8                                             | EK-kwalificatiewedstrijd                          | 0                                                 |
| 7.                                                | 11 november 2011                                  | Griekenland – Duitsland                           | 4 – 5                                             | EK-kwalificatiewedstrijd                          | 0                                                 |
| 8.                                                | 15 november 2011                                  | Cyprus – Duitsland                                | 0 – 3                                             | EK-kwalificatiewedstrijd                          | 0                                                 |
| 9.                                                | 14 november 2012                                  | Duitsland – Turkije                               | 1 – 1                                             | Vriendschappelijke wedstrijd                      | 0                                                 |
| 10.                                               | 12 juni 2013                                      | Rusland – Duitsland                               | 1 – 1                                             | EK-wedstrijd 2013                                 | 0                                                 |

## Persoonlijk
Bauman luistert graag naar muziek en is geïnteresseerd in technologie en computers. 
1 Baumann  ·
2 Hranáč ·
3 Kadeřábek ·
4 Østigård ·
5 Kabak ·
6 Prömel ·
7 Bischof ·
8 Geiger ·
9 Bebou ·
13 Lenz ·
14 Orban ·
15 Gendrey ·
16 Stach ·
17 Tohumcu ·
18 Samassékou ·
19 Jurásek ·
20 Becker ·
21 Bülter ·
22 Prass ·
23 Hložek ·
25 Akpoguma ·
26 Tabaković ·
27 Kramarić ·
29 Touré ·
32 Busk ·
33 Moerstedt ·
34 N'Soki ·
35 Chaves ·
36 Petersson ·
52 Mokwa ·
53 Yardımcı ·
Coach: Ilzer
· Assistent-coach: Hübner
· Keeperstrainer: Stolz
1 Neuer ·
2 Rüdiger ·
3 Raum ·
4 Tah ·
5 Groß ·
6 Kimmich ·
7 Havertz ·
8 Kroos ·
9 Füllkrug ·
10 Musiala ·
11 Führich ·
12 Baumann ·
13 Müller ·
14 Beier ·
15 Schlotterbeck ·
16 Anton ·
17 Wirtz ·
18 Mittelstädt ·
19 Sané ·
20 Henrichs ·
21 Gündoğan  ·
22 Ter Stegen ·
23 Andrich ·
24 Koch ·
25 Can ·
26 Undav ·
Coach: Nagelsmann